# Тамара Тодевска
Тамара Тодевска (мкд. Тамара Тодевска; Скопље, 1. јун 1985) македонска је певачица. Представљала је Северну Македонију на Песми Евровизије у два наврата: први пут 2008. с песмом Let Me Love You уз Врчка и Адријана Гаџу, а други пут 2019. с песмом Proud. Млађа је сестра српско-македонске певачице Тијане Дапчевић.

## Биографија
Тамара је рођена у лето 1985. у Скопљу, у тадашњој СР Македонији, као млађа кћерка Македонца Вељка Тодевског − професора музике, и Српкиње Биљане Тодевске − оперске певачице. Таленат за музику је показала још као девојчица, а први јавни наступ имала је као шестогодишња девојчица, на фестивалу макфест у Скопљу 1991. године. Заједно са старијом сестром Тијаном наступила је 1997. на Скопском фестивалу, где су извеле дуетску песму „Луда игра”, која им је донела друго место и прво значајније музичко признање у каријери.
Соло каријеру започиње током 2002. године синглом Да ли знам Роберта Билбилова, а са истом песмом нешто касније наступа и на фестивалу Сунчане скале у Херцег Новом где осваја треће место. Исте године објављује и синглове Месечар и Кога би можел, песму коју на Охридском фестивалу изводи заједно са мајком Биљаном. Током 2003. објављује песме Секс у сарадњи са београдском хип-хоп групом „187” и 1003 које јој доносе велику популарност и ван граница Северне Македоније. Године 2004. наступила је као претећи вокал Тошета Проеског на Евросонгу у Истанбулу.
У априлу 2005. објављује дебитантски албум под називом Сино (Плаво) са укупно 12 песама. Заједно са Адријаном Гаџом и Радетом Врчаковским представља Северну Македонију на Песми Евровизије 2008. у Београду, са песмом Во име на љубовта (енгл. Let Me Love You). У наредном периоду учествује на бројним домаћим и регионалним фестивалима. У фебруару 2014. додељена јој је статуета „Златна бубамара” за најбољу певачицу године.
У лето 2015. објављује други студијски албум под називом Еден ден са укупно 11 песама. Неколико дана касније након објављивања албума удаје се за македонског кошаркаша Александра Димитровског.
Током јануара 2019. Македонска радиотелевизија је интерно одабрала Тамару Тодевску за свог представника на Песми Евровизије 2019. у Тел Aвиву. Наступила је са песмом “Proud” објављеном 8. марта 2019. године. Тодевска је песму посветила својој ћерци. У Тел Авиву је била седма у финалу са 305 бодова и тиме је донела најбољи резултат за Северну Македонију од њеног дебитовања.
У децембру 2019. године је учествовала на фестивалу Kënga Magjike у Тирани. Тамо је певала песму Monsters са којом је била петопласирана.

## Дискографија
Студијски албуми
- Сино (2005)
- Еден ден (2015)

### Спотови
| Спот               | Година | Режисер                                  |
| ------------------ | ------ | ---------------------------------------- |
| Дали знам          | 2002   |                                          |
| Кога би можел      | 2002   |                                          |
| 1003               | 2003   |                                          |
| Секс               | 2004   |                                          |
| Љуби, љуби         | 2005   |                                          |
| Љубовна приказна   | 2005   |                                          |
| Смешно, зар не     | 2007   | Tomato Production                        |
| Во име на љубовта  | 2008   | Дејан Милићевић                          |
| Шила               | 2010   | Community Pictures                       |
| Гушни ме           | 2011   |                                          |
| Не ме замарај      | 2011   | Simplicity Production                    |
| Нејќеш да сум сама | 2011   | BMA Production                           |
| Залудно е          | 2013   | Владимир Дади Ивановски,Нена Зафировска  |
| Само сакам да      | 2013   | Владимир Дади Ивановски                  |
| Тешко без тебе     | 2014   | Мерт Аслани,Иван Георгиевски             |
| Брод што тоне      | 2014   | Gorilla Films                            |
| Фрази љубовни      | 2015   | Горан Костадинов,Владимир Дади Ивановски |
| Баш на тебе        | 2015   | Горан Костадинов                         |
| Довидување таго    | 2018   | Чедо Поповски                            |
| Proud              | 2019   | Чедо Поповски                            |
| Слобода            | 2020   | Зоран Зонде Стојановски                  |
| Порок              | 2021   | Billy D.                                 |
| Нијагара           | 2023   | Огнен Шапковски                          |
| Торнадо            | 2023   | Томислав Живковић                        |

## Фестивали
Сунчане скале, Херцег Нови:
- Да ли знам, 2002

Пјесма Медитерана, Будва:
- 1003, 2003
- Лоша девојка (дует са Радетом Врчаковским Врчком), 2006
- Дајем ти све, 2008
- Шарена песма, 2009

Макфест, Штип:
- Љубов (са Маријаном и Росаном), '91
- Немирна, 2003
- Замижи, 2022

Радијски фестивал, Србија:
- Усне к'о крв, 2008

Евросонг:
- Let me love you (са Радетом Врчаковским Врчком и Адријаном Гаџом), 2008
- Proud, седмо место, 2019

Скопље:
- Во име на љубовта (са Радетом Врчаковским Врчком и Адријаном Гаџом), победничка песма, 2008
- Тешко без тебе, 2013
- Брод што тоне, 2014